# トルコ言語協会
トルコ言語協会（トルコげんごきょうかい、トルコ語：Türk Dil Kurumu (TDK)、英語：Turkish Language Association）は、官立のトルコ語の研究機関。1932年7月12日に設立。アンカラに本部を置く。アナトリアのトルコ語ほかテュルク諸語の研究、辞書の出版、規範文法の策定などを行っている。

## 沿革
当時行われた言語改革の一環として、大統領のケマル・アタテュルクの提唱により、1932年7月12日にトルコ語研究協会（Türk Dili Tetkik Cemiyeti）という名称で設立される。サミ・ルファト（Samih Rıfat）、ルシェン・エシュレフ・ユナイドゥン（Ruşen Eşref Ünaydın）、ジェラル・サヒル・エロザン（Celâl Sahir Erozan）、ヤクプ・カドリ・カラオスマノール（Yakup Kadri Karaosmanoğlu）など著名な文人、トルコ大国民議会のメンバーが設立者として参与した。初代会長には、サミ・ルファトが、事務局長ルシェン・エシュレフ・ユナイドゥン（Ruşen Eşref Ünaydın）が就いた。
1934年の大会で「トルコ語研究協会（Türk Dili Araştırma Kurumu）」に改称。1936年の大会では「トルコ語協会（Türk Dil Kurumu）」に改称した。
協会は、1930年代から1940年代にかけて、古代テュルク語の突厥文字史料の研究や、11世紀の中央アジアで書かれた『トルコ諸語集成 Divanü Lügati't-Türk』、『クタドゥグ・ビリグ Kutadgu Bilig』の校訂などを通して、トルコ語、テュルク諸語の歴史的研究に貢献した。また、アタテュルクの言語改革に従い、外来語の固有語彙への置き換えを精力的に行った。
1938年にアタテュルクが死去した際に、遺言により、トルコ語協会とトルコ歴史協会の運営資金は、アタテュルクの遺産の運用益から充てられるようになった。
トルコ語協会は当初より、アタテュルクによりトルコの近代化という政治的な目的のために設立された機関であり、アタテュルクの死後も、それぞれの時代の政権の政策の影響を大きく受けた。
1949年に共和人民党に代わって民主党が政権を取ると、トルコ言語協会の役割は大きく縮小したが、1961年の革新的軍部のクーデターで再び活動が活発となる。しかし、1980年のクーデター後、トルコ言語協会はトルコ歴史協会とともに「アタテュルク文化、言語、歴史高等機構」のもとに置かれるようになり、保守主義的な立場が取られるようになる。

## 組織
1980年の軍事クーデタの結果、1982年に改訂された憲法では、教育研究機関に対する国家統制が強化されており、トルコ語協会も、トルコ共和国憲法134条の規定により、憲法上の機関である「アタテュルク文化、言語、歴史高等機構（Atatürk Kültür, Dil ve Tarih Yüksek Kurumu）」傘下の組織として位置付けられている。協会の会長は、首相の推薦により、大統領が任命するよう規定されている。
研究活動を行う部門は、辞書、文法、言語学、語彙論、口承、史料の6つの部門が活動している。

## 出版
トルコ言語協会によって出版された「トルコ語辞典」Türkçe Sözlükは、トルコ語言語改革の成果物として大きな権威を持っている。ほかにも、Yazım Kılavuzuをはじめ、トルコ語に関する辞書、専門書等850種を刊行している。
また、定期刊行物として、『トルコ語 Türk Dili』（月刊）、『トルコ世界 言語と文学の雑誌 Türk Dünyası Dil ve Edebiyat Dergisi』（年2回刊行）、『トルコ言語研究年報 Türk Dili Araştırmaları Yıllığı-Belleten』（年2回刊行）などの雑誌も刊行している。